# Unité urbaine de la Tremblade
L'unité urbaine de la Tremblade est une unité urbaine française regroupant les communes d'Arvert, de Chaillevette, d'Étaules et de La Tremblade, cette dernière étant la ville-centre de l'agglomération. Elle est située dans le sud-ouest du département de la Charente-Maritime, en région Nouvelle-Aquitaine.

## Données générales

### L'unité urbaine de La Tremblade  selon le nouveau zonage de 2020
Depuis la mise en place des nouveaux zonages urbains établie par les services de l'Insee en 2020, l'unité urbaine de La Tremblade n'a pas subi de modification. Elle reste donc inchangée depuis l'ancienne délimitation de son périmètre urbain de 2010.
Cependant, elle demeure à la 5ème place en Charente-Maritime étant dépassée de loin par La Rochelle, Royan, Rochefort et Saintes.
En 2022, avec 12 833 habitants, elle représente la 5e unité urbaine du département de la Charente-Maritime et occupe le 39e rang dans la région Nouvelle-Aquitaine.
En 2021, sa densité de population s'élève à 107 hab/km2. Par sa superficie, elle représente 1,7 % du territoire départemental et, par sa population, elle regroupe 1,9 % de la population du département de la Charente-Maritime.

### L'unité urbaine de La Tremblade selon les anciennes délimitations
Dans le zonage réalisé par l'Insee en 1999, l'unité urbaine était composée de trois communes.
Dans le zonage réalisé en 2010, l'unité urbaine était composée de quatre communes, celle de Chaillevette ayant été ajoutée au périmètre.
Dans le nouveau zonage réalisé en 2020, elle est composée des quatre mêmes communes.

## Composition 2020 de l'unité urbaine
Elle est composée des quatre communes suivantes :
| Nom          | Code Insee | Département       | Statut       | Superficie (km2) | Population (dernière pop. légale) | Densité (hab./km2) | Modifier                                    |
| ------------ | ---------- | ----------------- | ------------ | ---------------- | --------------------------------- | ------------------ | ------------------------------------------- |
| Arvert       | 17021      | Charente-Maritime | ville-centre | 26,22            | 3 875 (2022)                      | 148                | modifier les données · modifier les données |
| Étaules      | 17155      | Charente-Maritime | ville-centre | 11,55            | 2 763 (2022)                      | 239                | modifier les données · modifier les données |
| La Tremblade | 17452      | Charente-Maritime | ville-centre | 69,13            | 4 543 (2022)                      | 66                 | modifier les données · modifier les données |
| Chaillevette | 17079      | Charente-Maritime | banlieue     | 10,03            | 1 652 (2022)                      | 165                | modifier les données · modifier les données |

## Évolution démographique
| 1968  | 1975  | 1982  | 1990  | 1999   | 2009   | 2014   | 2021   |
| ----- | ----- | ----- | ----- | ------ | ------ | ------ | ------ |
| 9 476 | 9 801 | 9 562 | 9 801 | 10 223 | 11 294 | 12 012 | 12 560 |

#### Données générales
- Unité urbaine en France
- Aire d'attraction d'une ville
- Liste des unités urbaines de France

#### Données démographiques en rapport avec l'unité urbaine de la Tremblade
- Aire d'attraction de la Tremblade
- Aire d'attraction de Royan
- Villes et urbanisation de la Charente-Maritime

#### Données démographiques en rapport avec la Charente-Maritime
- Démographie de la Charente-Maritime
- Liste des unités urbaines de la Charente-Maritime